# فریزر دیگبی
فریزر دیگبی (انگلیسی: Fraser Digby؛ زادهٔ ۲۳ ژانویهٔ ۱۹۶۷) بازیکن فوتبال اهل بریتانیا است.
از باشگاه‌هایی که در آن بازی کرده‌است می‌توان به باشگاه فوتبال کریستال پالاس، باشگاه فوتبال کویینز پارک رنجرز، باشگاه فوتبال اولدهام اتلتیک، باشگاه فوتبال سوئیندون تاون، باشگاه فوتبال تاروک، باشگاه فوتبال کیدرمینستر هاریرس، باشگاه فوتبال منچستر یونایتد، و باشگاه فوتبال هادرزفیلد تاون اشاره کرد.
وی همچنین در تیم ملی فوتبال زیر ۲۱ سال انگلستان بازی کرده‌است.